# 封鎖作戦 (映画)
『封鎖作戦』（原題：Gift Horse, 米題：Glory at Sea）は、1952年に公開された戦争映画である。トレヴァー・ハワードとリチャード・アッテンボローが主演を務めた。
1940年にアメリカ海軍からイギリス海軍に送られた旧式駆逐艦「HMSバラントレー」(HMS Ballantrae)が、新たな乗組員を迎えて数々の任務を遂行し、やがて特殊任務を帯びてドイツ占領下フランスの乾ドックへの片道航行に乗り出すまでを描く。

## あらすじ
かつてある不祥事から英国海軍を追われたフレーザー少佐は第二次世界大戦の勃発により現役に復帰し、駆逐艦・基地協定に基づき米海軍から送られた旧式駆逐艦「MHSバラントレー」（旧USSホイッテア）の艦長に任命される。フレーザーを始めとして一癖も二癖もある乗組員たちを迎えた「バラントレー」は大西洋における船団護衛に参加し、やがて乗組員からは親しみを込めて「ギフト・ホース」(Gift Horse)と呼ばれるようになる。そしてある日、「バラントレー」はブーディカ作戦(Operation Boadicea)なる秘密作戦へ投入されることになる。それはドイツ海軍Uボート部隊の拠点を破壊するための特殊任務だった。

## 元となった史実
「バラントレー」自体は架空の軍艦だが、映画の前半では駆逐艦・基地協定に基づき英海軍に引き渡されたタウン級駆逐艦がどのように運用されたのかを史実に基づき描いている。また後半で描かれるブーディカ作戦は、実在の駆逐艦「キャンベルタウン」によって遂行されたチャリオット作戦をベースにしている。

## キャスト
- ヒュー・アルジャーノン・フレーザー少佐 - トレヴァー・ハワード
- 「ドリッパー」・ダニエルズ - リチャード・アッテンボロー
- リチャード・ジェニングス中尉（副長） - ジェームズ・ドナルド
- ヤンク・フラナガン - ソニー・タフツ（英語版）
- 「ストリップリー」・ウッド上等水兵 - バーナード・リー
- グラディス・フラナガン - ドラ・ブライアン（英語版）
- デイヴィッド・G・ウィルソン大佐 - ヒュー・ウィリアムズ
- ジョーンズ機関長 - メレディス・エドワーズ（英語版）
- マイケル・グラント中尉 - ロビン・ベイリー（英語版）

## バラントレーとレミントン

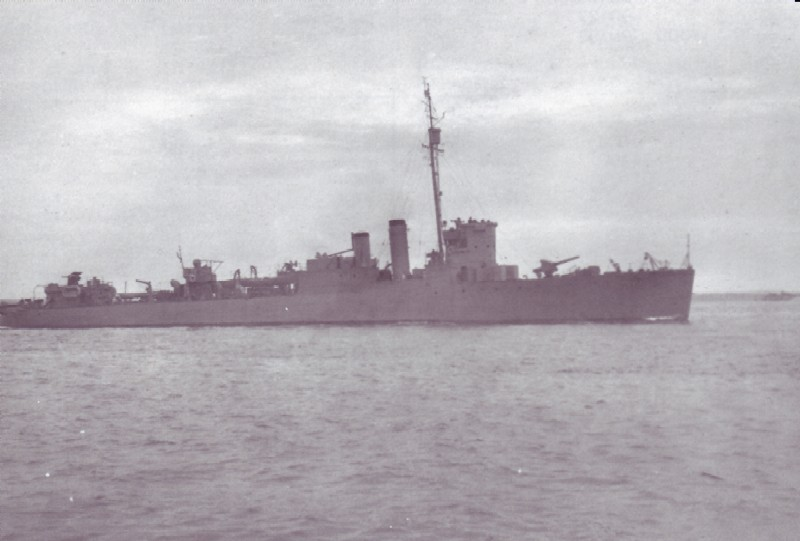
改造を施されたレミントン

「HMSバラントレー」役には英海軍の駆逐艦「HMSレミントン」(HMS Leamington)が使用された。同艦は1919年に米海軍のウィックス級駆逐艦「ツイッグス」として建造され、1940年の駆逐艦・基地協定により英海軍に引き渡された50隻の旧式艦のうち、最後まで生き残った艦だった。1940年以降、「レミントン」はPQ17船団など、多くの輸送船団の護衛を務めた。1943年にはカナダ海軍に引き渡され、「HMCSレミントン」と改名する。しばらく予備艦艇として保管された後、ソ連邦海軍に引き渡され「ズグチ」(Zguchij)と改名された。1950年には再び英海軍に艦籍が戻り、1951年には退役および解体が決定する。しかし、解体が始まる直前に『封鎖作戦』での使用が決定したのである。映画の後半ではチャリオット作戦の折に特殊改造を施された「キャンベルタウン」に似せる為、4本あった煙突のうち2本を除去し残る2本もドイツ風に切り詰めるなど大掛かりな改造が実際に行われたが、これも解体が決定していたからこそ実現されたのである。数奇な運命をたどった「レミントン」は、撮影終了後の1951年12月に解体された。